# Gmina Kamionka
Die Gmina Kamionka ist eine Stadt-und-Land-Gemeinde im Powiat Lubartowski der Woiwodschaft Lublin in Polen. Ihr Sitz ist die gleichnamige Dorf mit etwa 1900 Einwohnern. Mit der Wiederverleihung der 1870 entzogenen Stadtrechte zum 1. Januar 2021 wurde auch die Gemeinde von einer Landgemeinde zu einer Stadt-und-Land-Gemeinde.

## Gliederung
Zur Stadt-und-Land-Gemeinde Kamionka gehören folgende 20 Ortschaften mit einem Schulzenamt:
Amelin
Biadaczka
Bratnik
Ciemno
Dąbrówka
Kamionka I
Kamionka II
Kamionka III
Kozłówka
Kierzkówka
Kierzkówka-Kolonia
Samoklęski
Samoklęski-Kolonia Pierwsza
Samoklęski-Kolonia Druga
Siedliska
Rudka Gołębska
Starościn
Stanisławów Duży
Syry
Wólka Krasienińska
Zofian
Ein weiterer Ort der Gemeinde ist Starościn-Kolonia.